# Capillistichus tenellus
Capillistichus tenellus är en svampart som beskrevs av Santam. 2004. Capillistichus tenellus ingår i släktet Capillistichus och familjen Laboulbeniaceae.   Inga underarter finns listade i Catalogue of Life.